# RBS TV Porto Alegre
RBS TV Porto Alegre es una emisora de televisión brasileña con ubicación en la ciudad de Porto Alegre, RS. Retransmite la programación de la Rede Globo y genera programas locales de buena audiencia, como el Bom Dia Rio Grande, Jornal do Almoço y RBS Notícias. Es una red regional de transmisión de la RBS TV y al mismo tiempo, es la estación central, que emite sus programas para el Rio Grande do Sul.

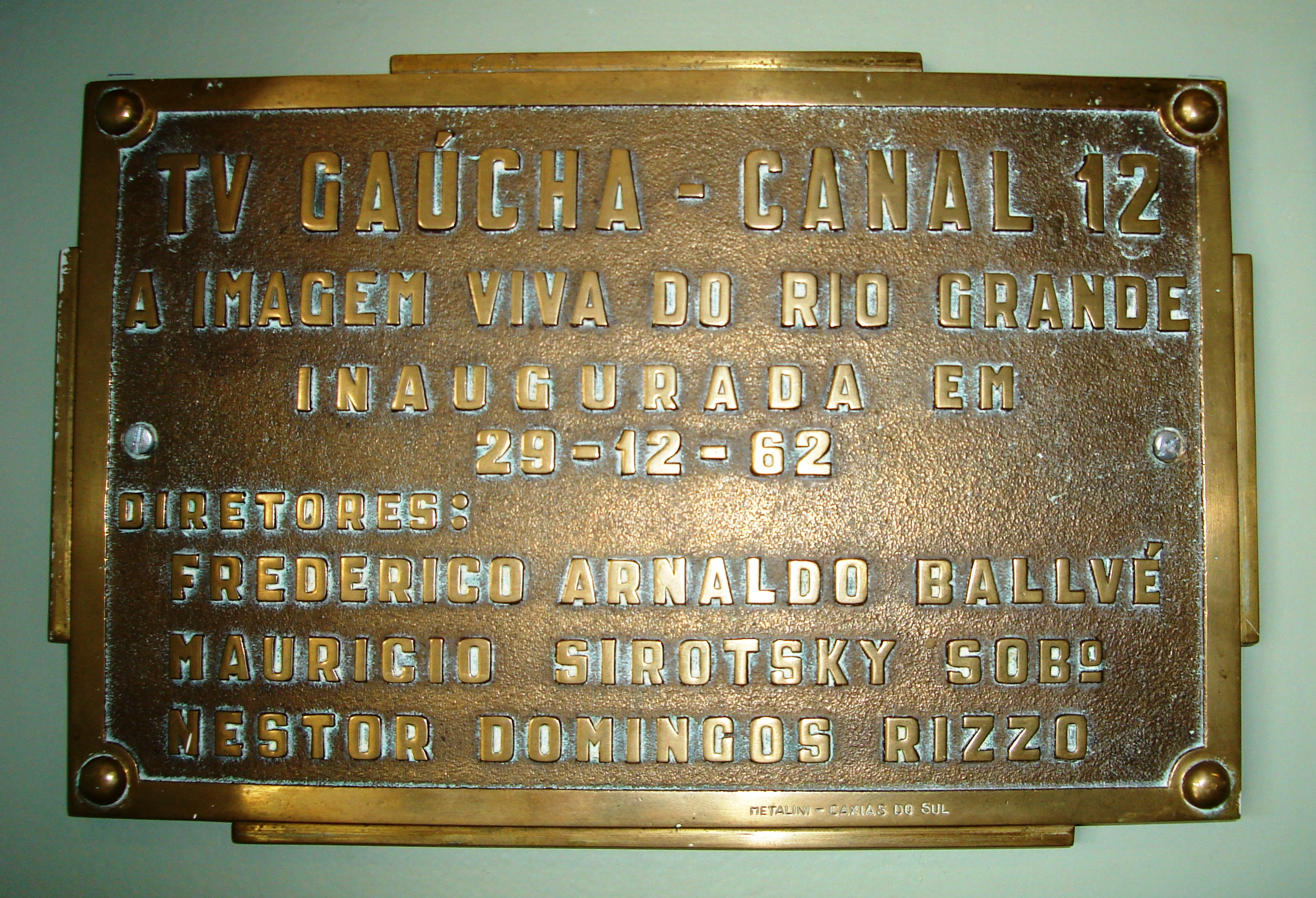
Placa de apertura de RBS TV Porto Alegre.

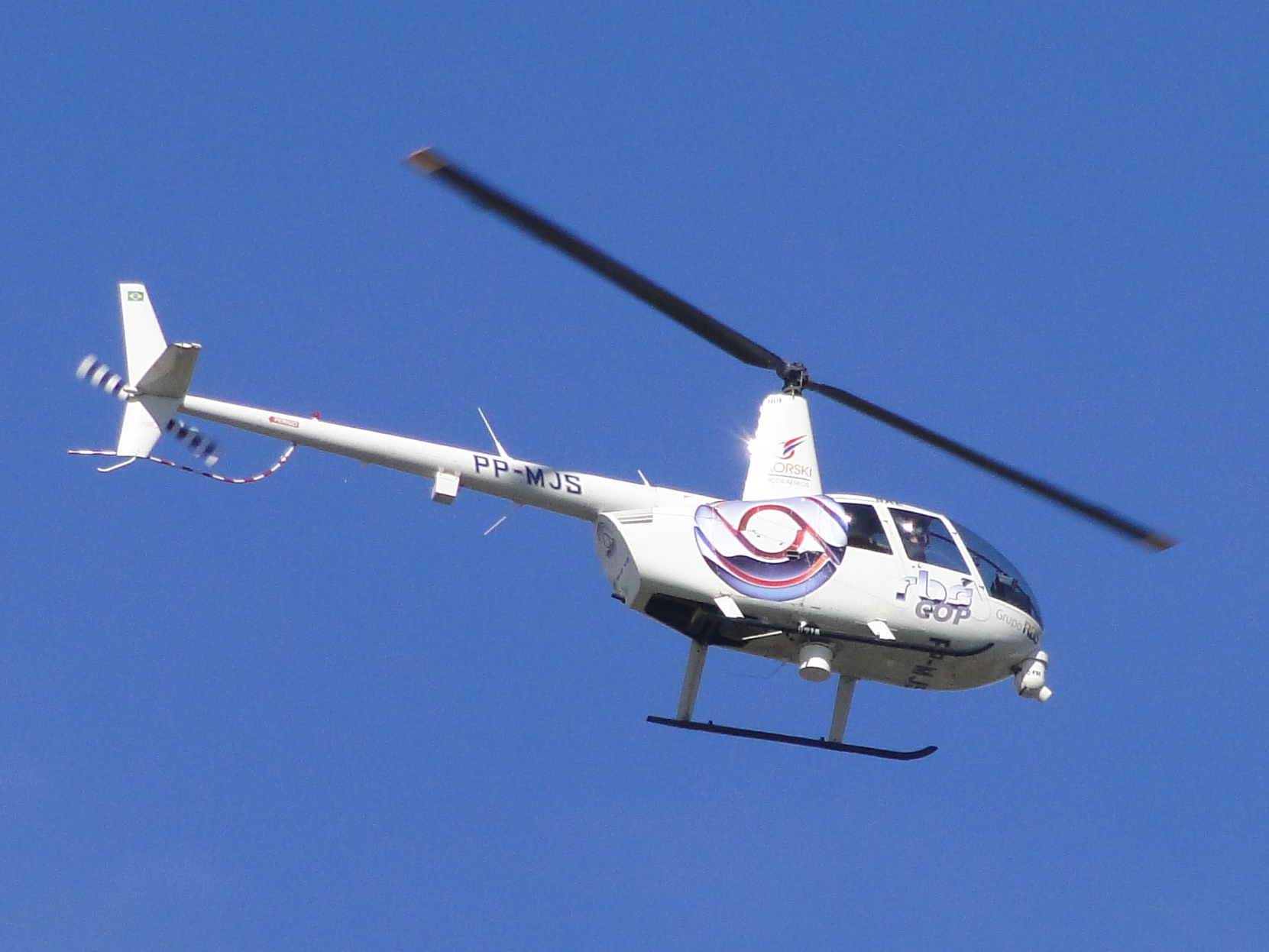
RBSCop, helicóptero de RBS TV.

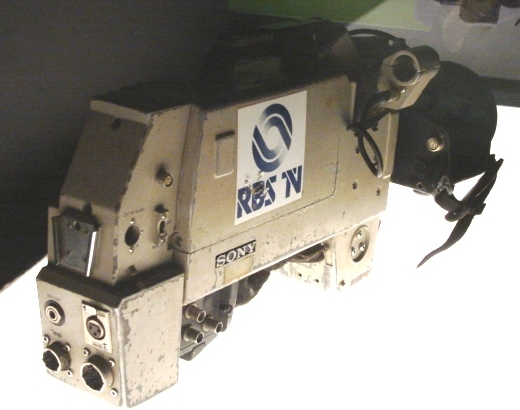
Vieja cámara de RBS TV, en la exposición No Ar: 50 Anos de Vida.

Transmite una pequeña parte de su programación para el estado de Santa Catarina.

## Programas
- Bom Dia Rio Grande (Buenos Días Río Grande) - noticias de Rio Grande do Sul.
- Jornal do Almoço (Telediario del Almuerzo) - noticias de Rio Grande do Sul.
- RBS Notícias - noticias de Rio Grande do Sul.
- Galpão Crioulo - programa sobre la música y los costumbres de Rio Grande do Sul.
- Campo e Lavoura - programa de televisión sobre la agroindustria.

### Fútbol
Narración: Paulo Brito (Jader Rocha, eventualmente)
Comentaristas: Diogo Olivier, Maurício Saraiva
- Campeonato Gaúcho
- Campeonato Brasileño y Copa de Brasil - juegos de Grêmio y Internacional.
- Copa Libertadores de América y Copa Sudamericana - juegos de Grêmio y Internacional.

## Consignas
- A imagem viva do Rio Grande! (¡La imagen viva del Río Grande!) - 1962
- A emissora da comunidade ("La cadena de la Comunidad")- 1967
- RBS o R do Rio Grande (RBS, la "R" del Río Grande) - 1979
- 25 anos ligada em você (25 años unida a usted) - 1987
- Uma emissora a serviço da comunidade (Una estación a servicio de la comunidad) - 1991
- Aquí o Rio Grande se vê - 1993
- Cada vez mais perto de você (Cada vez más cerca de usted) - 1994
- Tudo por você ("Todo por ti")- 1996
- Sempre o melhor pra você (Siempre lo mejor para usted) - 2001
- A gente mostra, você vê(Nosotros mostramos, usted ve) - 2002
- Sua vida na TV (Su vida en la TV) - 2003
- A gente faz pra você (Lo hacemos por usted) - 2008
- "A TV nos liga" ("La televisión nos une") — (2014).

## Observaciones
- Este artículo fue parcialmente traducido del artículo "RBS TV Porto Alegre", de la Wikipedia en portugués.